# Pierre Bochet
Pour les articles homonymes, voir Bochet.
Pierre Bochet, né le 25 décembre 1920 à Pau et mort le 3 novembre 2015 dans la même ville, est un industriel de la tannerie et dirigeant sportif français, ancien joueur et président de la Section paloise de 1968 à 1970 et de sa section omnisports.

## Biographie

### Jeunesse et formation
Pierre-Noël-Maxime Bochet naît le 20 décembre 1915 à Pau. Il est le fils de Joseph-Eugène-Maxime Bochet, industriel, et de Marie-Jeanne Fouriscot, sans profession. Pierre Bochet poursuit ses études au lycée Louis-Barthou à Pau, où il développe une passion pour le rugby à XV et devient capitaine de l’équipe des Coquelicots. Il a passé treize ans à Louis Barthou, de 1925 à 1939, obtenant son baccalauréat. À la fin des années trente, Pierre Bochet était trois-quarts centre de l’équipe fanion des Coquelicots. Avant le début de la guerre, Pierre Bochet débute à la Section paloise, aux côtés de joueurs comme René Sabin ou Robert Duthen. Sa carrière sportive est interrompue par une blessure subie pendant la Seconde Guerre mondiale, durant laquelle il rejoint le maquis et l'armée secrète.

### Carrière professionnelle
À son retour à Pau, Pierre Bochet reprend l’entreprise familiale de tannerie à Gelos. Il dirige les Tanneries Bochet et Dulau, créées en 1890, qui s’illustre comme l'une des plus performantes dans la fabrication de cuirs pour les semelles de chaussures. L'usine, située au bord du gave de Pau, côté Gelos, s’étendait sur plus de 40 000 m2 face au boulevard des Pyrénées et au Château de Pau.

### Engagement sportif et associatif
Pierre Bochet succède à Albert Cazenave à la tête de la Section au début de la saison 1968-1969. La saison suivante, il laisse la présidence du rugby à Jean Becqué et conserve celle de l'omnisports, avant de passer la main à Denis Labau en 1970-1971. Sous sa présidence, la Section atteint les quarts de finale en 1970, s'inclinant de justesse face à Montferrand (14-11).
Pierre Bochet reçoit la Légion d'honneur en 2004, remise par son ami d’enfance, le médecin amiral Navarranne.
Pierre Bochet a également été président d'honneur de l’Amicale des Anciens de la Section paloise.
Le 29 mai 2005, Pierre Bochet, François Moncla, Gérard Lom, Jean-Pierre Saux, Francis Paul et Pierre Labourdette ont fait front contre André Lestorte et sa gestion de la Section paloise. Cette opposition conduit à la nomination de Joachim Alvarez, puis à celle de Bernard Pontneau en 2006.

### Décès
Pierre Bochet meurt le 3 novembre 2010 à l’âge de 95 ans. Ses obsèques sont célébrées dans l’intimité familiale à Pau.

## Hommage
Un hommage lui a été rendu avant le coup d’envoi du match de  la Section paloise face au SU Agen au stade du Hameau en 2010.